# EuroTeleSites
EuroTeleSites AG (Börsensymbol: ETS, ISIN: AT000000ETS9) ist ein börsennotiertes Infrastrukturunternehmen mit Sitz in Wien, das sich auf passive Telekommunikationsinfrastruktur in Zentral- und Osteuropa (CEE) spezialisiert hat.

## Geschichte
EuroTeleSites ging am 22. September 2023 durch die Ausgliederung (Spin‑Off) des Mobilfunkturmgeschäfts der Telekom Austria AG an die Wiener Börse und wurde dort im Prime Market gelistet, mit einer Marktkapitalisierung von rund 716 Mio. EUR und einem Eröffnungskurs von etwa 4,31 EUR pro Aktie.

## Geschäftstätigkeit
Das Unternehmen betreibt über 13.700 Standorte in sechs Ländern: Österreich, Bulgarien, Kroatien, Slowenien, Nordmazedonien und Serbien. Ein Kernkunde ist A1 Telekom Austria als Ankerkunde, daneben zählt eine Vielzahl von Mobilfunkbetreibern, Internet‑Anbietern, Unternehmen und Behörden zu den Mietern.

## Dienstleistungen
EuroTeleSites bietet passive Infrastruktur‑Dienstleistungen:
- Flächenbereitstellung (Space): Bereitstellung von Fläche und Einrichtungen für aktive Komponenten wie Antennen, Klimatisierung und Zugangssysteme sowie Vertrags‑ und Colocation‑Management
- Wartung: Instandhaltung von Strukturen, Energieversorgung, Sicherheits‑ und Klimasystemen
- EMF‑Support: Unterstützung bei elektromagnetischen Feldern (EMF), inklusive behördlicher Kommunikation und baulicher Maßnahmen
- Build‑to‑Suit & Upgrades: Standortplanungen und -aufbau nach Bedarf, technische Aufrüstung für Technologien wie 5G inklusive Vertragsaktualisierung
- Energieservices: Integration alternativer Energiequellen wie Solar, wo Netzanbindung nicht möglich oder ineffizient ist.

## Finanzen & Kennzahlen
- Finanzjahr 2023 (22. Sep bis 31. Dez 2023): Umsatz von 71,9 Mio. EUR, EBITDAaL von 40,1 Mio. EUR (56 %), Free Cashflow von 17,2 Mio. EUR und Capex von 27,3 Mio. EUR durch Site‑Zubau und A1‑Asset‑Deals (122 neue Sites + 118 übernommen).[2]
- Q1/2025: Umsatzwachstum von 5,9 % auf 67,7 Mio. EUR, Erweiterung um 36 neue Standorte Gesamtbestand auf 13.662 Sites, EBITDA-Marge 88 %, EBITDAaL‑Marge 59,5 %, Capex etwa 12,3 Mio. EUR, Refinanzierung in Höhe von 255 Mio. EUR mit günstigen Kreditkonditionen geplant, Prognose: ~4 % Umsatzwachstum für 2025.[7]